# Белореченская (станция)
Белоре́ченская — узловая железнодорожная станция Туапсинского региона Северо-Кавказской железной дороги, расположена в городе Белореченске Краснодарского края.
Находится на однопутном участке Армавир — Кривенковская Армавиро-Туапсинского хода. От станции отходит однопутная электрифицированная ветка в Хаджох. Участок этой ветки до Майкопа включительно является скоростным испытательным полигоном Всероссийского научно-исследовательского института железнодорожного транспорта и способен работать как на постоянном токе, так и на переменном. На нём тестируются пассажирские электровозы и скоростные электропоезда.
Является станцией стыкования родов тока, постоянного со стороны Туапсе и переменного со стороны Армавира, поэтому здесь останавливаются все поезда для смены локомотива. Однако большинство пассажирских поездов, курсирующих в сторону курортов на Черноморском побережье Кавказа, в настоящее время следуют по более короткому маршруту через станции Староминская-Тимашевская, Краснодар-1 и Горячий Ключ.

## Сообщение по станции
| Пригородное | Пригородное             | Пригородное | Пригородное             |
| № поезда    | Маршрут движения        | № поезда    | Маршрут движения        |
| ----------- | ----------------------- | ----------- | ----------------------- |
| 6048/6047   | Майкоп — Туапсе         | 6058/6057   | Туапсе — Майкоп         |
| 6929        | Белореченская — Туапсе  | 6928        | Туапсе — Белореченская  |
| 6933        | Белореченская — Туапсе  | 6932        | Туапсе — Белореченская  |
| 6963        | Армавир — Белореченская | 6962        | Белореченская — Армавир |
| 6965        | Хаджох — Белореченская  | 6964        | Белореченская — Хаджох  |

### Дальнее
| Круглогодичное обращение поездов | Круглогодичное обращение поездов | Круглогодичное обращение поездов | Круглогодичное обращение поездов |
| № поезда                         | Маршрут движения                 | № поезда                         | Маршрут движения                 |
| -------------------------------- | -------------------------------- | -------------------------------- | -------------------------------- |
| 79                               | Архангельск — Адлер              | 80                               | Адлер — Архангельск              |
| 115                              | Томск — Адлер                    | 116                              | Адлер — Томск                    |
| 139                              | Барнаул — Адлер                  | 140                              | Адлер — Барнаул                  |
| 309                              | Воркута — Адлер                  | 310                              | Адлер — Воркута                  |
| 407                              | Челябинск — Адлер                | 408                              | Адлер — Челябинск                |
| 643                              | Кисловодск — Адлер               | 644                              | Адлер — Кисловодск               |
| 679                              | Владикавказ — Адлер              | 680                              | Адлер — Владикавказ              |
| 813 «Ласточка»                   | Майкоп — Адлер                   | 814 «Ласточка»                   | Адлер — Майкоп                   |

| Сезонное обращение поездов | Сезонное обращение поездов   | Сезонное обращение поездов | Сезонное обращение поездов   |
| № поезда                   | Маршрут движения             | № поезда                   | Маршрут движения             |
| -------------------------- | ---------------------------- | -------------------------- | ---------------------------- |
| 201                        | Москва — Имеретинский курорт | 202                        | Имеретинский курорт — Москва |
| 225                        | Мурманск — Адлер             | 226                        | Адлер — Мурманск             |
| 257                        | Печора — Адлер               | 258                        | Адлер — Печора               |
| 261                        | Архангельск — Адлер          | 262                        | Адлер — Архангельск          |
| 451                        | Ижевск — Адлер               | 452                        | Адлер — Ижевск               |
| 479                        | Санкт-Петербург — Сухум      | 480                        | Сухум — Санкт-Петербург      |
| 487                        | Самара — Сухум               | 488                        | Сухум — Самара               |
| 491                        | Казань — Адлер               | 492                        | Адлер — Казань               |
| 495                        | Кострома — Адлер             | 496                        | Адлер — Кострома             |
| 497                        | Ижевск — Адлер               | 498                        | Адлер — Ижевск               |
| 531                        | Киров — Адлер                | 532                        | Адлер — Киров                |
| 541                        | Москва — Адлер               | 542                        | Адлер — Москва               |
| 547                        | Москва — Сухум               | 548                        | Сухум — Москва               |
| 549                        | Тольятти — Адлер             | 550                        | Адлер — Тольятти             |
| 587                        | Москва — Имеретинский курорт | 588                        | Имеретинский курорт — Москва |
| 601                        | Ставрополь — Адлер           | 602                        | Адлер — Ставрополь           |
| 637                        | Ростов-на-Дону — Адлер       | 638                        | Адлер — Ростов-на-Дону       |

- Электровоз 2ЭС4К-140 с пассажирским поездом на станции
- Пригородный электропоезд ЭР9ПК-82 на станции

### Изменения в пассажирском сообщении по станции
- 26 октября 2015 года отменено пригородное пассажирское сообщение по маршруту Белореченская — Хаджох — Белореченская.
- С июля 2017 года назначен скоростной электропоезд ЭС1 «Ласточка» сообщением Адлер — Хаджох — Адлер.